# Piano (České Budějovice)

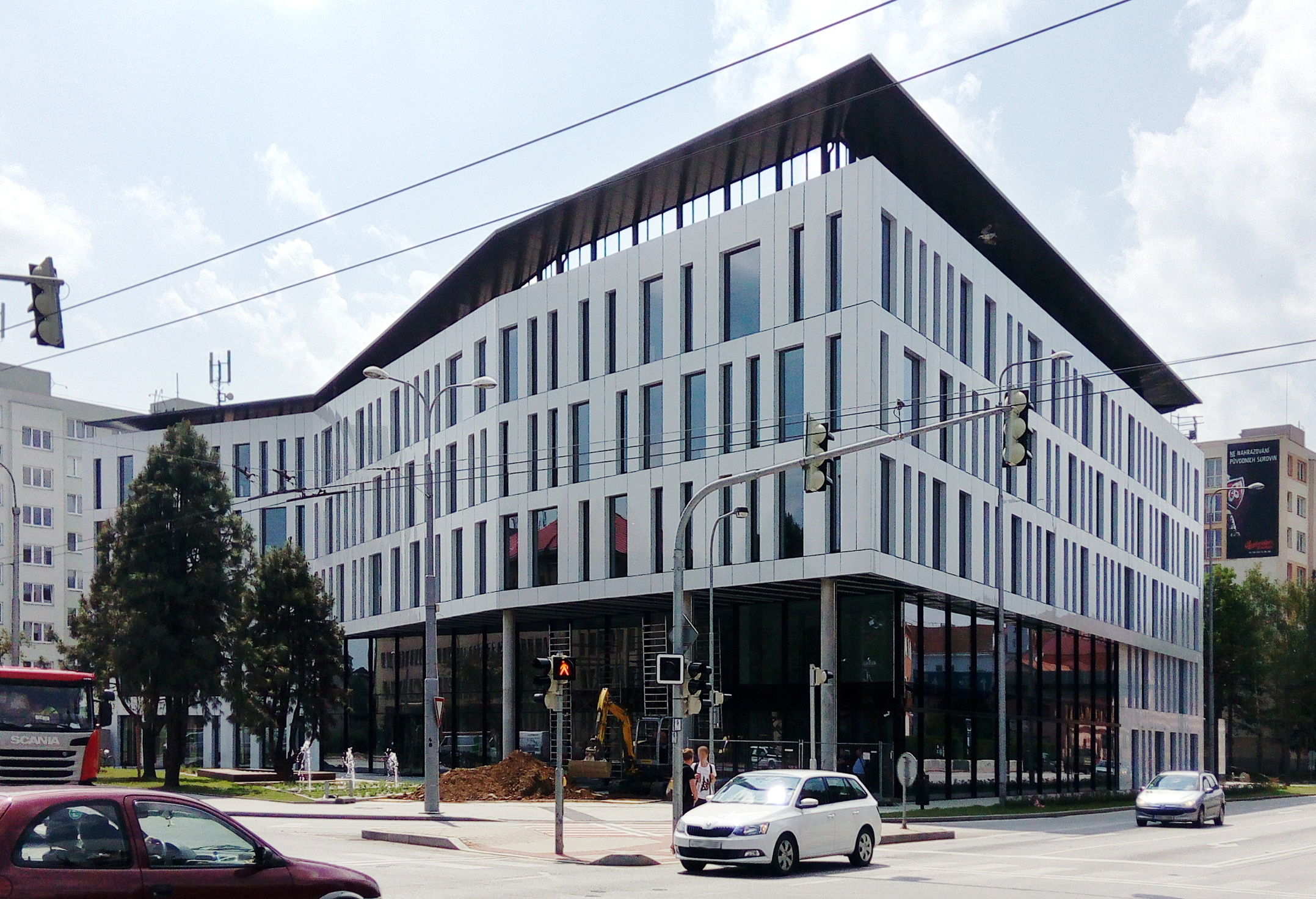
Nároží Mánesovy a Lidické třídy

Piano, oficiálně Piano Business Center, je kancelářská budova v Českých Budějovicích na křižovatce ulic Mánesova a Lidická. Dostavěna byla v roce 2018.  

## Popis
Budova stojí na západním nároží Mánesovy a Lidické třídy na místě zchátralé jídelny, kde se v minulosti nacházel hostinec U Modré hvězdy. Byla postavena jihočeskou divizí firmy Metrostav podle návrhu ateliéru CMC architects v letech 2016 až 2018, celkově však realizace trvala 10 let. Budova získala název díky tvaru evokujícímu otevřené klavírní křídlo a fasádě, na níž se zdánlivě střídají černé a bílé klavírní klávesy. Oproti původnímu návrhu na budově chybí přední prosklená stěna, jež původně měla vizuálně oddělovat severní a jižní křídlo stavby. 
Investorem byla společnost Expandia, vlastníkem je pražská firma Piano Business Center, s.r.o., založená v roce 2006.
Nájemcům je k dispozici přes 7 500 m² kancelářských ploch a 1 200 m² ploch obchodních, 250 m² lze využít ke skladování. V přízemí se nachází bistro a obchodní prostory. Ve dvou podzemních podlažích byla vybudována parkovací místa; dle dostupných plánů jich je v prvním 49  a ve druhém 63.

### Ocenění
Piano získalo ocenění „Presta – prestižní stavba jižních Čech“ v kategorii Občanské a průmyslové stavby – novostavby.